# 조세핀 허친슨
조세핀 허친슨(Josephine Hutchinson, 1903년 10월 12일 ~ 1998년 6월 4일)는 미국의 배우이다.

## 영화
- 홈커밍 - 크리스마스 스토리 (1971년)
- 네바다 스미스 (1966년)
- FBI (1965년)
- 베이비 (1965년)
- 허클베리 핀의 모험 (1960년)
- 북북서로 진로를 돌려라 (1959년)
- 페리 메이슨 (1957년)
- 매니 리버스 투 크로스 (1955년)
- 딜론 보안관 (1955년)
- 비애 (1952년)
- 최고의 사랑 (1952년)
- 발티모어의 모험 (1949년)
- 썸웨어 인 더 나잇 (1946년)
- 허 퍼스트 보우 (1941년)
- 톰 브라운의 학창시절 (1940년)
- 프랑켄슈타인 3 - 프랑켄슈타인의 아들 (1939년)
- 더 우먼 멘 메리 (1937년)
- 과학자의 길 (1936년)
- 오일 포 더 램프 오브 차이나 (1935년) - 헤스터 애덤스 체이스 역
- 추억의 노래 (1935년)
- 해피니스 어헤드 (1934년) - 조안 브래드포드 역